# 赤松燎
赤松 燎（あかまつ りょう、1922年9月9日 - 1996年5月31日）は、昭和・平成期の日本画家。

## 経歴
1922年9月9日、岡山県倉敷市に生まれる。
1947年に京都市立絵画専門学校（現京都市立芸術大学）に入学。卒業後、晨鳥社に入塾し山口華楊に師事する。その後、京都を拠点に作家活動に専念する。土地柄もあってか、舞妓を描いた作品や陶工を描いた作品を残す。
1956年に日本美術展覧会に初入選し以後、生涯で日本美術展覧会に25回の入選をしている。1978年4月に自身のもと京都の伝統産業に携わるものが中心となり燎友会を結成。赤松燎本人の死亡後も燎友会は存在している。
1996年5月、圓徳院の襖絵「白龍の図」を制作中に逝去。なお、遺作となる圓徳院襖絵の「白龍の図」は時期によって有料公開されている。

※なお、詳細な軌跡については燎光会が運営するホームページ「赤松燎の世界 路傍の日本画家」にて、当時の写真や作品とともに閲覧することができる。

## 年譜

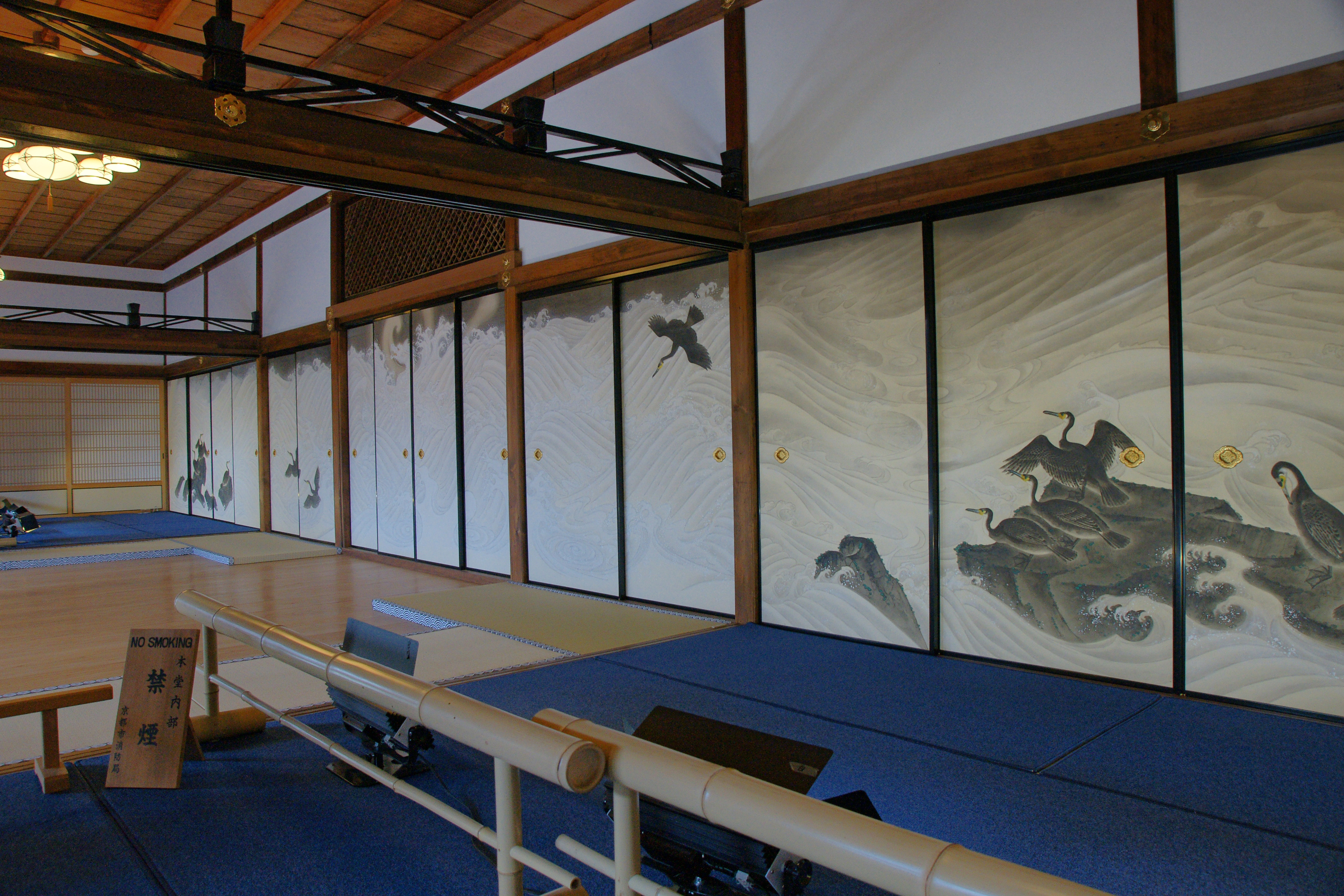
白龍の図（圓徳院）

- 1956年 - 日展に初入選。以後、日展に25回の入選。
- 1959年 - 京展に入選。
- 1960年 - 渡米歌舞伎の緞帳を制作。
- 1961年 - 南座の緞帳を制作。朝日新人展に出品。
- 1964年 - 横浜ドリームランドの壁画を制作。
- 1965年 - 関西新聞に挿し絵を掲載。市川雷蔵主演の大映映画の美術担当。
- 1966年 - 画廊菊にてスケッチ展を掲載。
- 1971年 - 大阪中座の緞帳を製作。
- 1995年 - 高台寺塔頭圓徳院の襖絵「白龍図」を制作。
- 1996年5月31日 - 逝去。

## 代表作
- 「白龍の図」− 圓徳院